# Вогаман (Луизијана)
Вогаман (енгл. Waggaman) насељено је место без административног статуса у америчкој савезној држави Луизијана.

## Демографија
По попису из 2010. године број становника је 10.015, што је 580 (6,1%) становника више него 2000. године.
| Група             | 2000.         | 2010.         |
| Белци             | 3.749 (39,7%) | 2.852 (28,5%) |
| Афроамериканци    | 5.136 (54,4%) | 6.364 (63,5%) |
| Азијати           | 69 (0,7%)     | 92 (0,9%)     |
| Хиспаноамериканци | 392 (4,2%)    | 572 (5,7%)    |
| Укупно            | 9.435         | 10.015        |